# 朝日神明社
朝日神明社（あさひしんめいしゃ）は、大阪府大阪市此花区にある神社。別称として、逆櫓社（さかろのやしろ）。

## 祭神
- 天照皇大神
- 倭比売命
- 春日大神
- 菅原道真

## 祭礼
- 1月1日 歳旦祭
- 2月節分 節分祭
- 4月15日 初日稲荷社例祭
- 7月第2土曜日 夏季例祭宵宮
- 7月第2日曜日 夏季例祭本宮
- 10月16日 秋季例大祭

## 沿革
- 明治40年（1907年）に、朝日神明宮（現：大阪市中央区）と皇大神社（現：大阪市此花区）を合祀して、社号を朝日神明社とした。そのとき、春日神社（現：此花区春日出）と安喜良神社（現：西区阿波座）を合祀した。
- 明治維新以降、二社（朝日神明宮・皇大神社）とも社運が衰微し、維持が困難となり、合併合祀され、現社号に改称して、此花区川岸町に鎮座した。その後、境内周辺の喧噪が甚だしくなり、現在の社殿がある場所へ遷座することとなった。
- 昭和20年（1945年）6月1日、大阪大空襲により、社殿のほか、すべてが灰燼に帰したが、昭和24年（1949年）に本殿、昭和40年（1965年）には中門と拝殿を復興・再建を果たした。

### 朝日神明宮
- 朝日神明宮は、浪速三神明（朝日神明宮・日中神明宮・夕日神明宮）の一つに数えられて、大阪市中央区神崎町にあった。平貞盛が父平国香を（平将門の乱）によって、平将門に殺されたために、父の仇を討つため、天慶年間（938年～947年）、大阪に天照皇大神を奉祀し、社殿を営んで戦勝祈願を行ったことを創建の起こりとする。その後、平貞盛が平将門を討ち取ったことを朱雀天皇に奏上すると、御神徳を讃られて、「朝日宮」の社号を贈られた。以後、朝敵追討の際は、奉幣使を遣わして、敵徒降伏の祈願を行った。
- 源義経が平家追討へ西国へ赴くとき、戦勝祈願を行った。源義経と梶原景時が「逆櫓の論」を行ったが、朝日神明宮において、平家追討の祈願を行ったので、戦勝の確信があり、梶原景時に論争を挑んだという。この故事から、別称が逆櫓社と呼ばれるようになった。
- 豊臣時代、大坂城築城の際、多くの社寺が遷座を命じられたが、遷座させられることはなく、豊臣秀吉の崇敬を受け、毎年、米百俵の寄進が行われた。また、大坂夏の陣（1615年）では、真田幸村が金色の采配を奉納し、出陣したとされる。
- 江戸時代、大坂城代が参拝し、神前に供物を献じている。

### 皇大神社
- 皇大神社は此花区川岸町にあったが、天保6年（1835年）に伊勢神宮より御神霊を勧請し、神祠を建てて、川岸町の新田の鎮守社（皇大神社）とした。

## 施設
- 本殿
- 拝殿
- 幣殿
- 中門
- 手水舎

## 境内末社
- 初日稲荷社（祭神 倉稲魂命）
- 春日社（平成6年（1994年）、春日大社本宮旧社を移築）